# Milwaukee Mile Centennial 250 2003
Milwaukee Mile Centennial 250 2003 var den sjätte deltävlingen i CART World Series 2003. Racet kördes den 31 maj på Milwaukee Mile, med Michel Jourdain Jr. som vinnare. Det var Jourdains första vinst i CART, och tog mexikanen till mästerskapsledning.

## Slutresultat
| Plats | Förare              | Team                      | Grid | Kvaltid |
| ----- | ------------------- | ------------------------- | ---- | ------- |
| 1     | Michel Jourdain Jr. | Team Rahal                | 2    | 21,040  |
| 2     | Oriol Servià        | Patrick Racing            | 7    | 21,239  |
| 3     | Patrick Carpentier  | Forsythe Racing           | 4    | 21,146  |
| 4     | Darren Manning      | Walker Racing             | 11   | 21,338  |
| 5     | Alex Tagliani       | Rocketsports Racing       | 1    | 20,882  |
| 6     | Adrián Fernández    | Fernández Racing          | 5    | 21,155  |
| 7     | Mario Haberfeld     | Conquest Racing           | 10   | 21,313  |
| 8     | Mario Domínguez     | Herdez Competition        | 12   | 21,408  |
| 9     | Sébastien Bourdais  | Newman/Haas Racing        | 13   | 21,479  |
| 10    | Tiago Monteiro      | Fittipaldi-Dingman Racing | 9    | 21,282  |
| 11    | Jimmy Vasser        | Spirit Team Johansson     | 6    | 21,212  |
| 12    | Paul Tracy          | Forsythe Racing           | 3    | 21,075  |
| 13    | Gualter Salles      | Dale Coyne Racing         | 18   | 22,091  |
| 14    | Rodolfo Lavín       | Walker Racing             | 14   | 21,687  |
| 15    | Joël Camathias      | Dale Coyne Racing         | 19   | 22,313  |
| 16    | Ryan Hunter-Reay    | Spirit Team Johansson     | 17   | 21,993  |
| 17    | Bruno Junqueira     | Newman/Haas Racing        | 8    | 21,249  |
| 18    | Patrick Lemarié     | PK Racing                 | 16   | 21,977  |
| 19    | Roberto Moreno      | Herdez Competition        | 15   | 21,693  |